# تپه درگاه بگ
تپه درگاه بگ مربوط به تاریخی ـ قرون میانه اسلامی است و در شهرستان کوهدشت، بخش رومشگان، دهستان رومشگان شرقی، روستای چغابور واقع شده و این اثر در تاریخ ۸ بهمن ۱۳۸۵ با شمارهٔ ثبت ۱۷۱۰۱ به عنوان یکی از آثار ملی ایران به ثبت رسیده‌است.